# Ред и закон (12. сезона)
Дванаеста сезона серије Ред и закон је премијерно емитована на каналу НБЦ од 26. септембра 2001. године до 22. маја 2002. године и броји 24 епизоде. У овој сезони се последњи пут појављује Дајен Вист као в.д. ОТ Нора Луин, а први пут Елизабет Ром као ПОТ Серена Садерлин. У епизоди "Заступничко-страначка повластица" Ени Перис тумачила је стриптизету Џасмин Блејк. Ени Перис је тумачила ПОТ Александру Борџију од епизоде "Течност".

## Опис
Серена Садерлин (Елизабет Ром) заменила је Еби Кармајкл (Енџи Хармон) на месту помоћнице окружног тужиоца.

## Улоге
- Џери Орбак као Лени Бриско
- Џеси Л. Мартин као Ед Грин
- Ш. Епата Меркерсон као Анита ван Бјурен
- Сем Вотерстон као ИПОТ Џек Мекој
- Елизабет Ром као ПОТ Серена Садерлин
- Дајен Вист као в.д. ОТ Нора Луин

## Епизоде
| Бр. у серији | Бр. у сезони | Назив                              | Редитељ           | Сценариста                                                    | Пpемијерно емитовање | Пpод. код | Гледаност у САД (милиони) |
| --- | ------------ | ---------------------------------- | ----------------- | ------------------------------------------------------------- | -------------------- | --------- | ------------------------- |
| 254 | 1            | "Ко је пустио псе напоље?"         | Дон Скардино      | Кети Мекормик и Даглас Старк                                  | 26. септембар 2001.  | E2208     | 20.70                     |
| Истрага смрти џогера кога је напао бесан пас доводи до затвореника у Атици, његових заступника и подземног ланца за борбу паса. |              |                                    |                   |                                                               |                      |           |                           |
| 255 | 2            | "Оружане снаге"                    | Марта Мичел       | Ричард Сверен и Шон Јаблонски                                 | 3. октобар 2001.     | E2210     | 22.50                     |
| Смртоносно убадање човека доводи до открића његовог стања ратног бившег борца у Вијетнаму и откривене истине о догађају који се догодио са њим и три бивша војника из његовог одреда. |              |                                    |                   |                                                               |                      |           |                           |
| 256 | 3            | "Због љубави или новца"            | Константин Макрис | Венди Бетлс и Шон Јаблонски                                   | 10. октобар 2001.    | E2207     | 22.10                     |
| Смрт убице пуштеног на условну слободу доводи до богате удовице и ћерке које су га можда унајмиле да убије њиховог богатог рођака. |              |                                    |                   |                                                               |                      |           |                           |
| 257 | 4            | "Најамник"                         | Ричард Добс       | Бери Шајндел                                                  | 24. октобар 2001.    | E2206     | 21.40                     |
| Отмица храброг златара у сред бела дана чији су исход два убиства на лицу места открива међународну продају крвавих драгуља једне лозе и њене везе са страним грађанским ратом. |              |                                    |                   |                                                               |                      |           |                           |
| 258 | 5            | "Посед"                            | Џејмс Квин        | Роберт Палм                                                   | 31. октобар 2001.    | E2202     | 18.10                     |
| Истражујући убиство жене у изнајмљеном стану, Грин и Бриско у почетку скрећу пажњу на настојника Роберта Рамоса коме је покојница дала новчани поклон од 5.000 долара, а који је тврдио да је се не сећа када је био испитиван. Али није прошло много времена пре него што су детективи открили да је била у дуготрајној парници са својим станодавцем и да је блокирала могућу уносну продају зграде. |              |                                    |                   |                                                               |                      |           |                           |
| 259 | 6            | "Некада славан"                    | Ричард Добс       | Венди Бетлс и Марк Гугенхајм                                  | 7. новембар 2001.    | E2201     | 19.00                     |
| Убиство супруге бившег певача наводи детективе да истраже његовог управника и синове јер његово објашњење догађаја око њене смрти није поуздано. |              |                                    |                   |                                                               |                      |           |                           |
| 260 | 7            | "Мит о отисцима прстију"           | Дејвид Плат       | Синопсис: Тери Коп и Арон Зелман Сценарио: Ерик Овермајер     | 14. новембар 2001.   | E2209     | 20.40                     |
| Истрага о убиству открива намерно лажиране форензичке доказе код погрешне осуде двојице мушкараца 12 година раније у случају који је отворио пут за унапређење Ван Бјуренове. |              |                                    |                   |                                                               |                      |           |                           |
| 261 | 8            | "А сада пожар"                     | Дејвид Плат       | Дејвид Блек                                                   | 21. новембар 2001.   | E2205     | 17.80                     |
| Када се једна зграда запалила, једна девојка мора бити препозната упркос смртним опекотинама. Даљом истрагом испоставило се да је десничарска скупина за заштиту животне средине повезана са тим. |              |                                    |                   |                                                               |                      |           |                           |
| 262 | 9            | "3 Договске ноћи"                  | Стивен Вертимер   | Синопсис: Ричард Сверен Сценарио: Ричард Сверен и Арон Зелман | 28. новембар 2001.   | E2203     | 20.20                     |
| Када је славна особа умешана у убиство у ноћном клубу, Мекој и Садерлинова се боре против злочинаца који покушавају да одвоје своју странку од било какве умешаности или испитивања. |              |                                    |                   |                                                               |                      |           |                           |
| 263 | 10           | "Предрасуда"                       | Ед Шерин          | Џил Голдсмит                                                  | 12. децембар 2001.   | E2213     | 19.40                     |
| Убиство црнца генералног директора друштва које издаје часопис доводи до осумњиченог који има јасан низ родизма и чији заступник намерава то да искористи као умни недостатак. |              |                                    |                   |                                                               |                      |           |                           |
| 264 | 11           | "Служба"                           | Метју Пен         | Ричард Сверен                                                 | 9. јануар 2002.      | E2214     | 20.00                     |
| Смрт свештеника доводи детективе до свештеника коме је осумњичени за убиство дао податке изван цркве, али он наваљује да не може о томе да разговара чиме тера Мекоја да се запита да ли би требало да се примењује печат исповести. |              |                                    |                   |                                                               |                      |           |                           |
| 265 | 12           | "На тајном задатку"                | Џејс Александер   | Венди Бетлс и Ноа Бејлин                                      | 16. јануар 2002.     | E2220     | 21.20                     |
| Отац девојчице на самрти се свети извршном директору осигурања који је његовој ћерки ускратио лечење од леукемије. Један проблем настаје када је отац технички са обе стране закона. |              |                                    |                   |                                                               |                      |           |                           |
| 266 | 13           | "ДП 1-102"                         | Ричард Добс       | Марк Гугенхајм и Арон Зелман                                  | 30. јануар 2002.     | E2216     | 20.60                     |
| Хапшење две жене у њиховом стану доводи детективе до осумњиченог који је узео таоца тражећи правног заступника. Поступци Садерлинове, иако јуначки, доводе до поступка за разрешење због кршења Дисциплинског правила 1-102. |              |                                    |                   |                                                               |                      |           |                           |
| 267 | 14           | "Нестала"                          | Дејвид Плат       | Синопсис: Ерик Овермајер и Мет Витен Сценарио: Бери Шајндел   | 6. фебруар 2002.     | E2212     | 18.90                     |
| Када су родитељи махнито кренули у потрагу за својом ћерком, Бриско и Грин су сазнали да су девојчине ствари спаковане у њеном стану и да се девојка виђала са ожењеним мушкарцем - својим шефом. Када је шеф ухапшен на основу оптужбе, његова жена открива неке нове доказе. |              |                                    |                   |                                                               |                      |           |                           |
| 268 | 15           | "Приступите народу"                | Константин Макрис | Шон Јаблонски и Тери Коп                                      | 27. фебруар 2002.    | E2215     | 17.90                     |
| Убиство психолога доводи до случаја који укључује рачунарско друштво које продаје податке и њихову одговорност у заштити повести својих странака како би служили њиховим потребама. |              |                                    |                   |                                                               |                      |           |                           |
| 269 | 16           | "Ново рођење"                      | Џејс Александер   | Синопсис: Ричард Сверен и Мет Витен Сценарио: Џил Голдсмит    | 6. март 2002.        | E2204     | 20.10                     |
| Истрага о смрти 11-годишње девојчице открива могућу кривицу мајке детета и терапеута за поновно рођење. |              |                                    |                   |                                                               |                      |           |                           |
| 270 | 17           | "Највероватније је девојка"        | Стив Шил          | Лин Мејмет                                                    | 27. март 2002.       | E2227     | 19.30                     |
| Када је једна средњошколка пронађена мртва у стамбеној згради, Бриско и Грин сумњају да је убиство исход њеног искључивања огласне плоче. Док Мекој и Садерлинова даље истражују случај, они схватају да је њен најбољи пријатељ, који није желео да се појави као сведок, можда одговор на убиство. |              |                                    |                   |                                                               |                      |           |                           |
| 271 | 18           | "Једнака права"                    | Џејмс Квин        | Тери Коп                                                      | 3. април 2002.       | E2221     | 18.90                     |
| Убиство аналитичара деоница доводи детективе у предузеће чије су деонице пале. |              |                                    |                   |                                                               |                      |           |                           |
| 272 | 19           | "Месар"                            | Константин Макрис | Роб Рајт                                                      | 10. април 2002.      | E2218     | 19.50                     |
| Истрага убиства ученика доводи до случаја који укључује загађено месо у једној гостионици. |              |                                    |                   |                                                               |                      |           |                           |
| 273 | 20           | "Заслепљени"                       | Луис Х. Гулд      | Ерик Овермајер и Мет Витен                                    | 24. април 2002.      | E2224     | 19.10                     |
| Када је једна спонзоруша пронађена мртва, постоји много могућих починилаца. Њеног мужа је млада жена „шибала“ и заслепила, а затим забрљала са својом причом код Бриска и Грина. Кад се коначно појавио, чини се да се супругин бивши дечко светио због отпуштања са уговореног посла. Специјалиста судске медицине открива још неке трагове који указују на бившу супругу огорченог алкохоличара. На крају се злочинац јавио, али једини злочин који је починила је покушај да спаси своју породицу. |              |                                    |                   |                                                               |                      |           |                           |
| 274 | 21           | "Непоштена игра"                   | Ричард Добс       | Ричард Сверен и Стјуарт Фелдмен                               | 1. мај 2002.         | E2222     | 19.30                     |
| Истрага о смрти приватног истражитеља открива мићење, превару и избегличкее преваре у Омладинској бејзбол лиги чији ће се руководилац потрудити да победи. |              |                                    |                   |                                                               |                      |           |                           |
| 275 | 22           | "Заступничко-страначка повластица" | Метју Пен         | Џил Голдсмит                                                  | 8. мај 2002.         | E2225     | 19.80                     |
| Супруга заступника са много незадовољних странака је убијена, али детективи верују да је он био намеравана мета јер је био спреман да открије податке упркос уговорима о поверљивости. Како се истрага наставила, његов бурни љубавни живот је откривен, а тужиоцима је сумњичава његова жеља да се врати у судницу. |              |                                    |                   |                                                               |                      |           |                           |
| 276 | 23           | "Непримерена комбинација"          | Константин Макрис | Мајкл Хоберт                                                  | 15. мај 2002.        | E2217     | 18.30                     |
| Убиство младог лекара доводи Бриска и Грина до њене умешаности у подземни оксикодонски ланац од кога су вође смислиле план да преваре Мекоја и Садерлинову ван суда. |              |                                    |                   |                                                               |                      |           |                           |
| 277 | 24           | "Родољуб"                          | Дејвид Плат       | Вилијам Н. Фордс и Шон Јаблонски                              | 22. мај 2002.        | E2226     | 19.50                     |
| Стамбена зграда је одлетела у ваздух, а једина жртва је Џозеф Хејден. Зграда је била под хипотеком и дошло је до обуставе рада станара па полиција у почетку сумња на пожар. Али станодавац нема осигурање чиме је искључена њихове теорије подметања пожара, а специјалиста судске медицине открива да је Хејдену сломљен врат и да је био везан пре него што се догодио прасак. Покушај да се препозна Хејден је још тежи. Изгледа да није имао ни кучета ни мачета и никада није добијао неку значајнију пошту. Радио је на бензинској пумпи "Џифи џоб" зарађујући минималац, али је ипак имао 90.000 долара у банци. Бриско и Грин су још мало копали и сазнали да је Хејден користио псеудоним, а његово право име је било Јусуф Хадад. |              |                                    |                   |                                                               |                      |           |                           |